# Síndrome de Poland
A síndrome de Poland é uma deformidade rara que afeta a região torácica e é caracterizada pelo subdesenvolvimento ou ausência do músculo peitoral maior de um lado do corpo, e em alguns casos, provocando Sindactilia nas mãos. É detectada principalmente no lado direito do corpo e tem maior incidência em pacientes do sexo masculino.

## História
Foi descrita pela primeira vez em 1841 pelo cirurgião britânico Alfred Poland que, através da dissecação anatômica, identificou a associação de defeitos da parede torácica a defeitos na mão. Poland recebeu o epônimo mais de um século depois, em 1962, através do reconhecimento do cirurgião britânico Patrick Wensley Clarkson que operou um caso semelhante ao de Poland.

## Incidência
Segundo o National Human Genome Research Institute, a síndrome de Poland afeta três vezes mais indivíduos do sexo masculino e é identificada duas vezes mais no lado direito do corpo. A incidência é estimada entre um em 30 000 para um em 100 000 recém-nascidos.

## Causas
A causa da síndrome de Poland é desconhecida. No entanto, uma interrupção do fornecimento de sangue para as artérias embrionárias que ficam embaixo da clavícula (artéria subclávia) no 46º dia do desenvolvimento embrionário é a teoria mais aceitável.

## Tratamento
O tratamento da sindactilia visa a obter função e estética o mais próximo possível do normal. A deformidade ocasionada pela ausência isolada da porção esterno-costal do músculo peitoral maior pode ser corrigida, com finalidade puramente estética, por retalho pediculado do músculo grande dorsal ou com retalho miocutâneo se houver necessidade de mastoplastia de aumento. Quando há hipoplasia ou agenesia da mama a colocação de prótese de silicone se impõe.

## Características clínicas
Sinais muito frequentes
- Trato gastrointestinal anormal

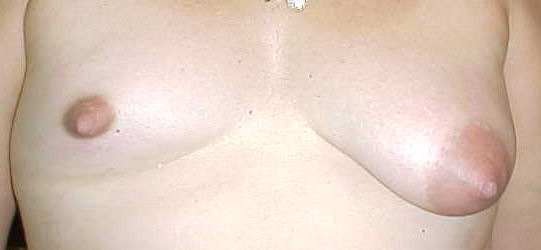
Mamas femininas com síndrome de Poland.

- Ausência do músculo peitoral maior
- Braquidactilia (dedos curtos)
- Dextrocardia
- Defeito na hérnia diafragmática
- Ausência/anomalia no úmero
- Sindactilia dos dedos (membranas)
- Ausência/anomalia da ulna
- Assimetria dos membros superiores

Sinais frequentes
- Hipoplasia ou agenesia de mamilos, podendo, nas mulheres, atingir a glândula mamária e os tecidos da região.

Sinais ocasionais
- Anomalia na segmentação vertebral
- Hipoplasia de rins
- Morfologia anormal do eixo hipotálamo-hipófise
- Microcefalia